# Diasporus diastema
Espèce
Synonymes
- Lithodytes diastema Cope, 1875
- Eleutherodactylus diastema (Cope, 1875)
- Hyla chica Noble, 1918
- Syrrhopus ineptus Barbour, 1928

Statut de conservation UICN

 LC  : Préoccupation mineure
Diasporus diastema est une espèce d'amphibiens de la famille des Eleutherodactylidae.

## Répartition
Cette espèce se rencontre au Panama, au Costa Rica, au Nicaragua et au Honduras du niveau de la mer jusqu'à 1 620 m d'altitude.

## Description

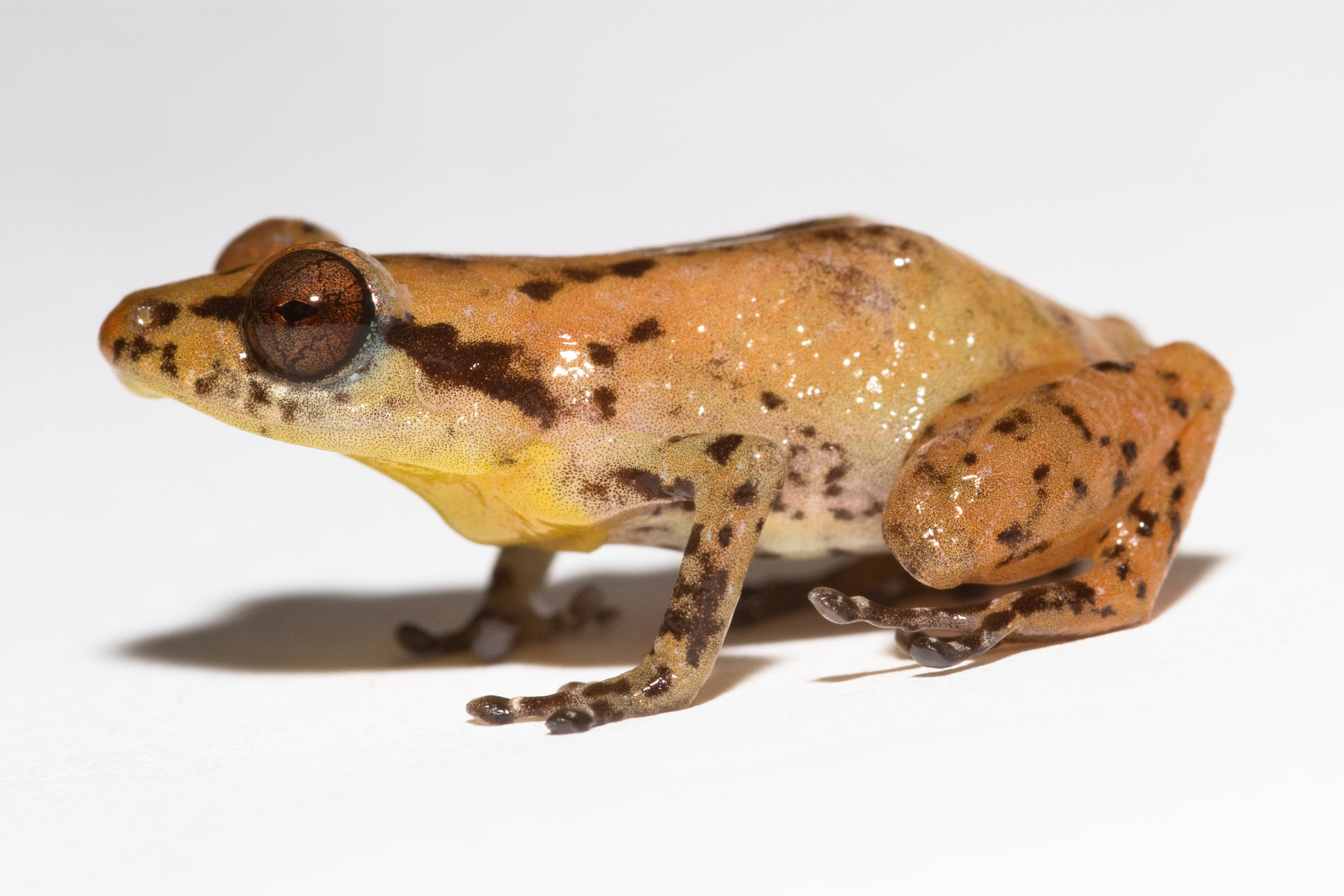
Diasporus diastema

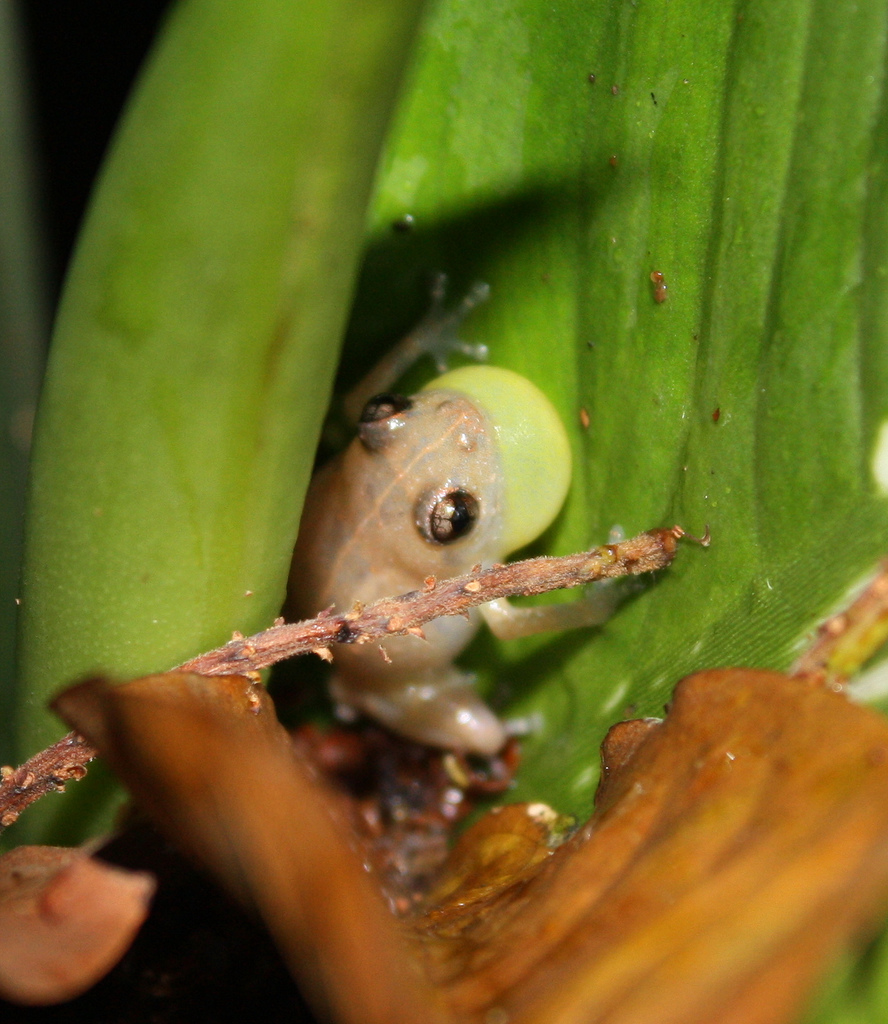
Diasporus diastema

Les mâles étudiés par Hertz, Hauenschild, Lotzkat et Köhler en 2012 mesurent de 15,9 à 22,1 mm et les femelles de 15,0 à 23,5 mm.

## Publication originale
- Cope, 1875 "1876" : On the Batrachia and Reptilia collected by Dr John M. Bransford during the Nicaraguan Canal Survey of 1874. Journal of the Academy of Natural Sciences of Philadelphia, sér. 2, vol. 8, p. 155–157 (texte intégral).